# Sidorów

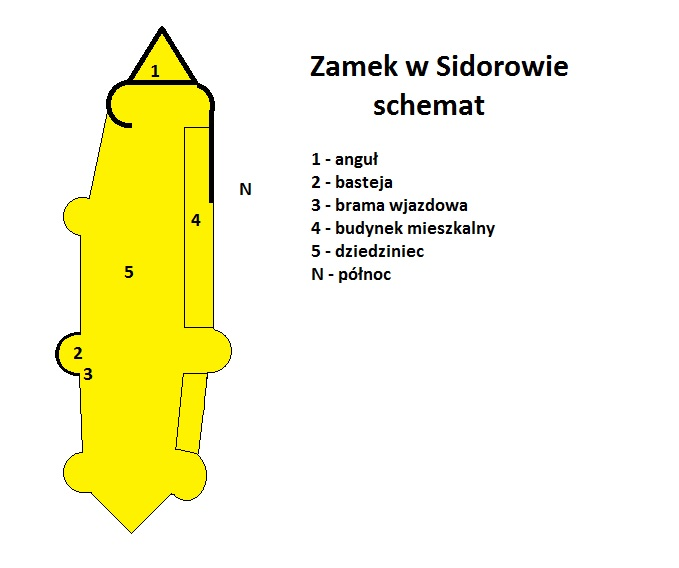
Schemat zamku w Sidorowie

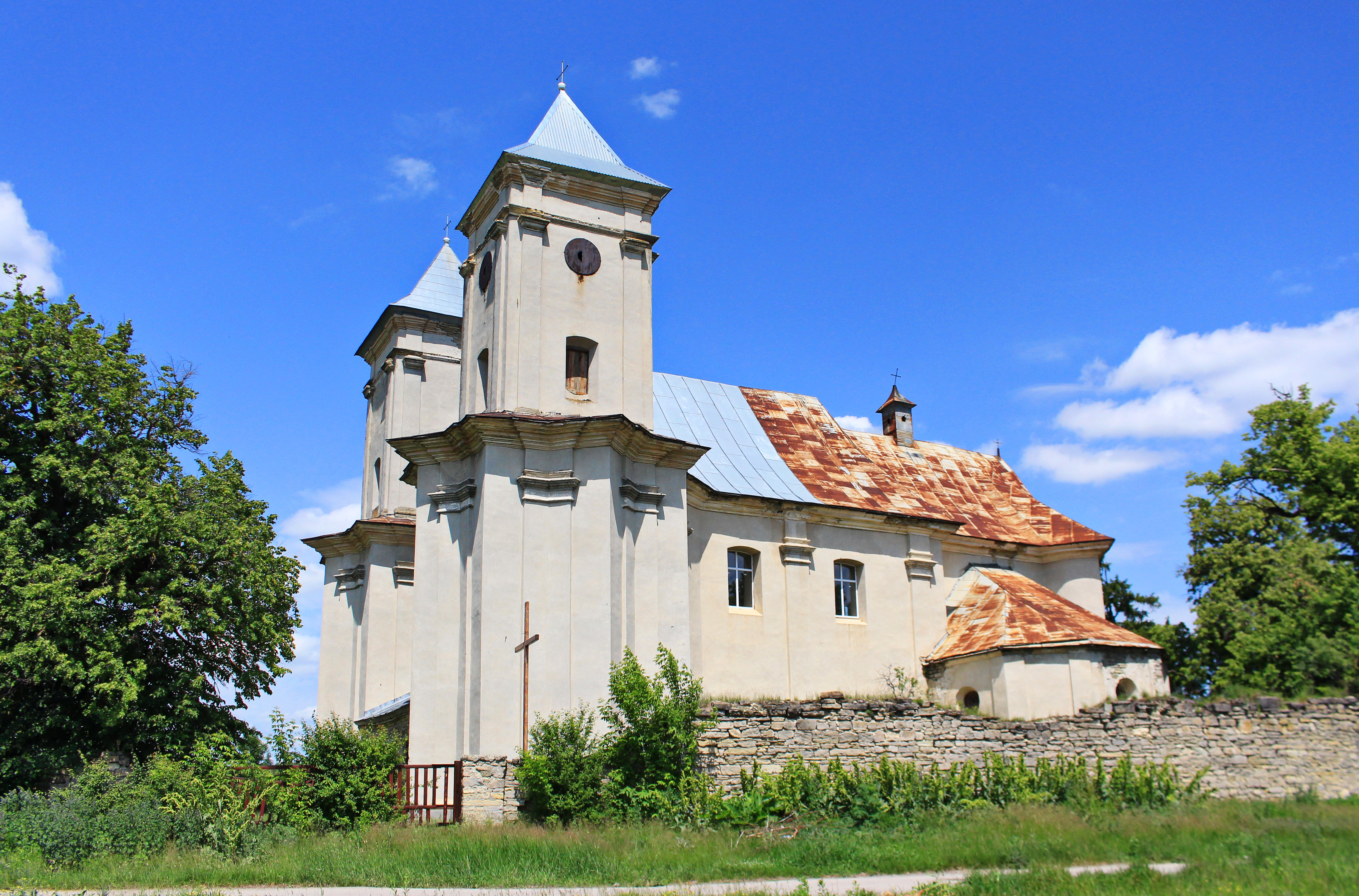
Rzymskokatolicki kościół Zwiastowania NMP w Sidorowie

Sidorów (ukr. Сидорів) – wieś na Ukrainie, w  rejonie czortkowskim obwodu tarnopolskiego, w hromadzie Husiatyn nad rzeką Zbrucz na Podolu.
Do 2020 w rejonie husiatyńskim.
Prywatne miasto szlacheckie lokowane w 1547 roku położone było w XVI wieku w województwie podolskim. W II Rzeczypospolitej miejscowość była siedzibą gminy wiejskiej Sidorów w powiecie kopyczynieckim województwa tarnopolskiego.

## Historia
W czasach I RP w województwie podolskim, w latach 1918-1945 w woj. tarnopolskim. Największy rozwój w XVII i 1 poł. XVIII wieku, gdy jej właścicielem był ród Kalinowskich herbu Kalinowa. Po 1790 roku utracił prawa miejskie. Ostatnimi właścicielami do 1939 roku była rodzina Pajgertów.
Do 2020 roku część rejonu husiatyńskiego, od 2020 – czortkowskiego.

## Zamek w Sidorowie
Zamek w Sidorowie powstał w XVII wieku na skalnym cyplu otoczonym z trzech stron rzeką Suchodół, nazywaną także Dworzyska. Posiadał 8 wież i wymiary około 178 m na 30 m. W wojnie 1672 zdobyli go Turcy. Niedługo potem został odbity ale polska załoga uznała, że nie jest w stanie go utrzymać i w 1675 roku przeniosła się do Trembowli. Wtedy ponownie już opuszczoną warownię zajęli Turcy i poważnie zniszczyli. Zamek został odbudowany w 1718 roku przez Marcina Kalinowskiego, kasztelana kamienieckiego. Od połowy XIX wieku do 1939 r. właścicielami byli Pajgertowie. Po 17 wrześniu 1939 r. Rosjanie czy też Ukraińcy próbowali zamek zniszczyć jako symbol feudalizmu.

## Inne zabytki
- Kościół pw. Zwiastowania Najświętszej Marii Panny i klasztor Dominikanów (dawniej kościół pw. Nawiedzenia Najświętszej Marii Panny); zakonników sprowadził w 1726 roku Marcin Kalinowski, kasztelan kamieniecki i starosta winnicki. Kościół jego fundacji wzniesiono w latach 30. XVIII wieku (projekt przypisuje się Janowi de Witte[5]) wznosząc go na planie herbu fundatorów "Kalinowa". Kościół przez czas długi był opuszczony, a mur sukcesywnie był rozbierany. Jednak 16 grudnia 2014 miała miejsce pierwsza niedzielna msza święta w uporządkowanym kościele w Sidorowie.
- Mauzoleum Pajgertów na cmentarzu w stylu klasycystycznym

## Urodzeni
- Adam Pajgert (1829-1872) – pisarz i poeta
- Władysław Stesłowicz (1867-1940) – poseł na Sejm.